# Alperen Şengün
Alperen Şengün, né le 25 juillet 2002, à Giresun, en Turquie, est un joueur international turc de basket-ball évoluant au poste de pivot et mesurant 2,08 m.

## Biographie
Lors de la saison 2020-2021 du championnat de Turquie, Şengün est nommé meilleur joueur des mois d'octobre, novembre, décembre et janvier,,. Le Beşiktaş participe aussi à la Coupe d'Europe FIBA 2020-2021 mais est éliminé avant la phase finale. Şengün joue les 3 rencontres de saison régulière du Beşiktaş et est nommé meilleur joueur de la journée à deux reprises,.
En février 2021, Şengün participe à la campagne de qualification pour le Championnat d'Europe 2022 avec la Turquie. Dans un match crucial contre la Suède, il réussit un double-double avec 24 points (à 8 sur 13 au tir) et 12 rebonds pour emmener son équipe à la victoire,.
En mai 2021, Şengün est nommé meilleur joueur du championnat de Turquie. Il termine la saison avec des moyennes de 19,2 points (deuxième meilleur marqueur derrière Pako Cruz), 9,4 rebonds (deuxième meilleur rebondeur derrière Mouhammadou Jaiteh), 1,7 contre (deuxième meilleur contreur derrière Darion Atkins) et 26,8 à l'évaluation (meilleure évaluation). Il annonce qu'il s'inscrit à la draft 2021 de la NBA.
Lors de la draft 2021, il est choisi en 16e position par le Thunder d'Oklahoma City mais est envoyé chez les Rockets de Houston.
Le 22 avril 2024, il est nommé parmi les 3 finalistes pour le titre de NBA Most Improved Player, récompensant le joueur ayant le plus progressé par rapport à l'année précédente. Il finit toutefois 3e, derrière Tyrese Maxey et Coby White.
En octobre 2024, Şengün et les Rockets prolongent de cinq saisons le contrat qui les lie. La prolongation va rapporter environ 185 millions de dollars sur cinq ans à Şengün.
Le 19 décembre, Alperen Şengün est élu pour la première fois dans la All-Tournament Team de l'Emirates Cup.
Le 31 janvier, Alperen Şengün est élu pour la première fois au NBA All-Star Game 2025, il devient le deuxième joueur turc à y participer après Mehmet Okur.
Le 1er mai 2025, il devient le pivot le plus rapide de l'histoire de la NBA à cumuler au moins 100 points, 50 rebonds et 25 passes décisives en playoffs. Il rejoint également Nikola Jokić en tant que seul autre pivot depuis 1997 à avoir distribué au moins 8 passes décisives en une mi-temps lors d’un match de playoffs,.

## Statistiques

### Saison régulière
| Saison    | Équipe   | Matchs | Titul. | Min./m | % Tir | % 3pts | % LF | Rbds/m. | Pass/m. | Int/m. | Ctr/m. | Pts/m. |
| --------- | -------- | ------ | ------ | ------ | ----- | ------ | ---- | ------- | ------- | ------ | ------ | ------ |
| 2021-2022 | Houston  | 72     | 13     | 20,7   | 47,4  | 24,8   | 71,1 | 5,46    | 2,57    | 0,82   | 0,94   | 9,61   |
| 2022-2023 | Houston  | 75     | 72     | 28,9   | 55,3  | 33,3   | 71,5 | 9,04    | 3,88    | 0,93   | 0,93   | 14,79  |
| 2023-2024 | Houston  | 63     | 63     | 32,5   | 53,7  | 29,7   | 69,3 | 9,35    | 4,95    | 1,21   | 0,73   | 21,13  |
| 2024-2025 | Houston  | 76     | 76     | 31,5   | 49,6  | 23,3   | 69,2 | 10,34   | 4,89    | 1,11   | 0,80   | 19,09  |
| Carrière  | Carrière | 286    | 224    | 28,3   | 51,8  | 27,2   | 70,1 | 8,55    | 4,06    | 1,01   | 0,86   | 16,02  |

## Records sur une rencontre en NBA
Les records personnels d'Alperen Şengün en NBA sont les suivants, :
| Type de statistique        | Saison régulière | Saison régulière                  | Saison régulière | Playoffs | Playoffs                   | Playoffs      |
| Type de statistique        | Record           | Adversaire                        | Date             | Record   | Adversaire                 | Date          |
| -------------------------- | ---------------- | --------------------------------- | ---------------- | -------- | -------------------------- | ------------- |
| Points                     | 45               | Spurs de San Antonio              | 5 mars 2024      | 31       | @ Warriors de Golden State | 28 avril 2025 |
| Paniers marqués            | 19               | Spurs de San Antonio              | 5 mars 2024      | 12       | @ Warriors de Golden State | 28 avril 2025 |
| Paniers tentés             | 32               | Spurs de San Antonio              | 5 mars 2024      | 28       | @ Warriors de Golden State | 28 avril 2025 |
| Paniers à 3 points réussis | 3                | 2 fois                            | 2 fois           | 1        | 2 fois                     | 2 fois        |
| Paniers à 3 points tentés  | 8                | @ Lakers de Los Angeles           | 2 décembre 2023  | 2        | 2 fois                     | 2 fois        |
| Lancers francs réussis     | 14               | @ Pelicans de La Nouvelle-Orléans | 23 décembre 2023 | 7        | @ Warriors de Golden State | 28 avril 2025 |
| Lancers francs tentés      | 17               | 2 fois                            | 2 fois           | 10       | @ Warriors de Golden State | 28 avril 2025 |
| Rebonds offensifs          | 8                | 5 fois                            | 5 fois           | 6        | Warriors de Golden State   | 23 avril 2025 |
| Rebonds défensifs          | 16               | @ Hornets de Charlotte            | 7 avril 2023     | 10       | Warriors de Golden State   | 23 avril 2025 |
| Rebonds totaux             | 21               | @ Hornets de Charlotte            | 7 avril 2023     | 16       | Warriors de Golden State   | 23 avril 2025 |
| Passes décisives           | 14               | Clippers de Los Angeles           | 6 mars 2024      | 7        | Warriors de Golden State   | 23 avril 2025 |
| Interceptions              | 5                | Spurs de San Antonio              | 5 mars 2024      | 3        | Warriors de Golden State   | 20 avril 2025 |
| Contres                    | 5                | @ Mavericks de Dallas             | 16 novembre 2022 |          |                            |               |
| Balles perdues             | 6                | 9 fois                            | 9 fois           | 5        | Warriors de Golden State   | 20 avril 2025 |
| Minutes jouées             | 43               | Nuggets de Denver                 | 24 novembre 2023 | 42       | @ Warriors de Golden State | 28 avril 2025 |

- Double-double : 116 (dont 5 en playoffs)
- Triple-double : 8

Dernière mise à jour : 4 mai 2025

## Palmarès

### Distinctions personnelles
- 1 sélection au NBA All-Star Game en 2025.